# Lükurgosz-kehely

Dionüszosz alakja

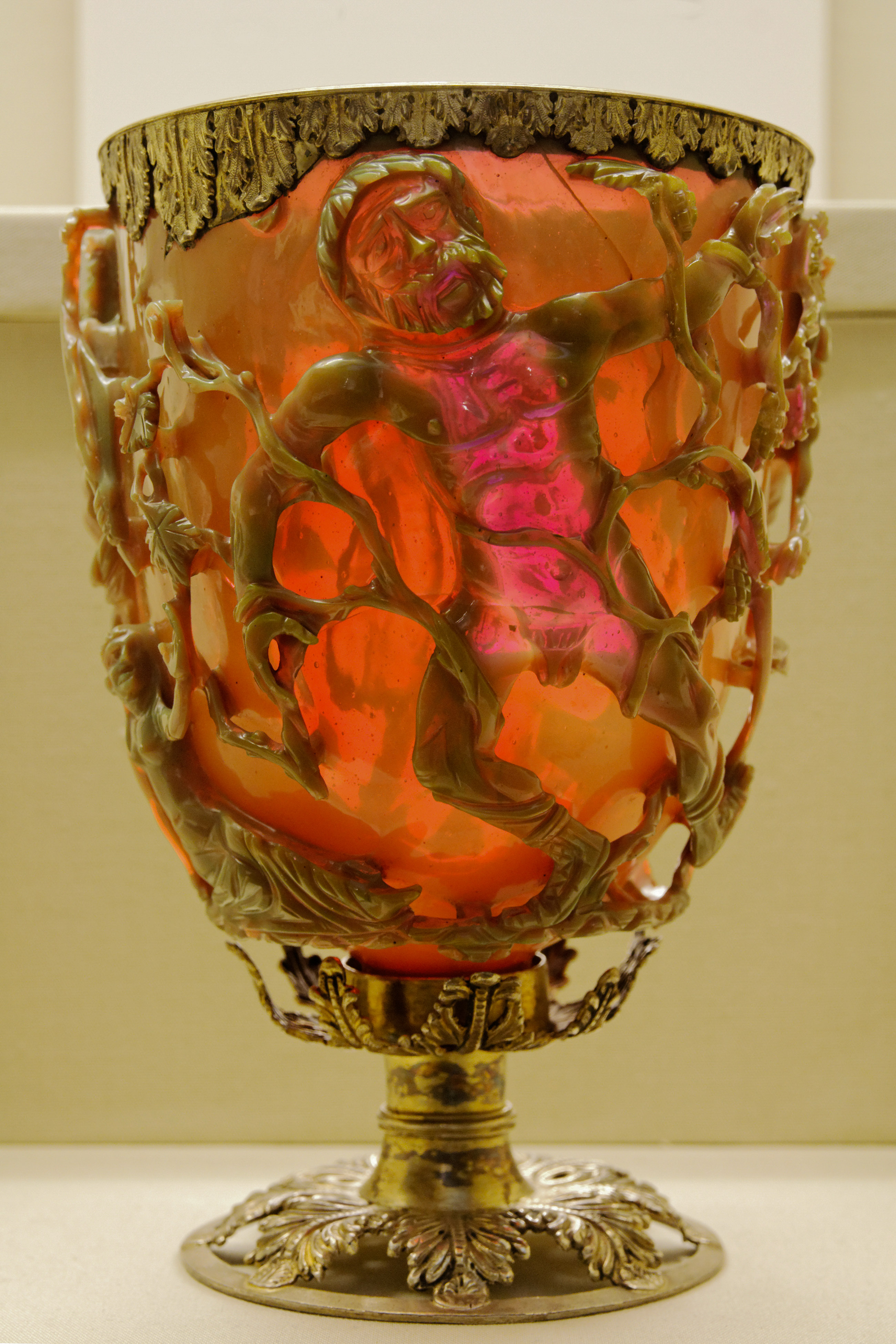
A szőlőindák Lükurgoszt fojtogatják

A londoni British Museumban őrzött ókori üvegtárgy, a Lükurgosz-kehely (Lükurgosz-pohár, Lükurgosz-kupa) a nanotechnológia első, tapasztalati alapú alkalmazásának tekinthető.

## Története
A serleg 1600 évvel ezelőtt készült a Római Birodalomban, valószínűleg magában Rómában készítették az i. sz. 4. században. Készítéséhez a modern nanotechnológiához hasonlatos technikát alkalmaztak, amit valószínűleg spontán, tapasztalati úton fedeztek fel.
Kiváló állapotából a kutatók  arra következtetnek, hogy a készítése óta eltelt idő túlnyomó részét a föld felett tölthette — valószínűleg egy templom kincstárában. Mindössze annyit tudunk, hogy az 1800-as évek közepén Lionel de Rotschield báró birtokába került. A báró leszármazottai 1958-ban ajándékozták a múzeumnak. Állandó kiállításon nem szerepel, de időről időre bemutatják. Utoljára 2012–2013-ban volt látható.
A British Museum az 1950-es években szerezte be a rendkívül finom megmunkálású kupát, amelynek meglepő optikai tulajdonságai vannak: hátulról megvilágítva jádezöld helyett rubinvörössé válik.

## Tulajdonságai
Anyaga dikroitikus, kettős színű átlátszó üveg, amely ha elölről éri a fény, jádezöld színben csillog, áteső fényben pedig izzó vörösen (a király alakja lila lesz). Szokatlan optikai tulajdonságát az okozza, hogy egy kevés kolloid aranyat és ezüstöt tartalmaz. A színváltoztatás titkát csak 1990-ben fejtették meg a kutatók. Mikroszkóp alatt az üveg törött darabjairól kiderült, hogy parányi, 50 nanométer átmérőjű ezüst- és aranydarabokat kevertek. Ez kevesebb, mint az asztali sószem ezredrésze, és már a kvantumpontok mérettartományába esik. Az igen kis mennyiségek miatt a tudósok arra gyanakodtak, hogy az üveg csak véletlenül szennyeződött arany- és ezüstporral, a pohár készítőjének pedig fogalma sem volt arról, hogy ezek a részecskék léteznek vagy bármilyen hatással is lesznek majd a kész termékre. Azóta azonban kb. 50 ugyanilyen optikai tulajdonságú pohárszilánkra bukkantak, így mára biztossá vált, hogy az anyagot szándékosan formálták ilyenre.
A dikroizmust a diszpergált nanorészecskék okozzák. Ezek arányai:
- ezüst 66,2 %,
- arany 31,2 %,
- réz 2,6 %..

Méretük 100 nm-nél kisebb.
Az eltérő színű figurák arra utalnak, hogy az alkotó pontosan tudta, mit csinál, amikor célirányosan 50—100 nm-re őrölt és szelektált szemcséket ad a kehely kvarcüveg anyagához.
A piros szín annak köszönhető, hogy az aranyszemcsék elnyelik a kb. 520 nm hullámhosszú fényt. A lila szín nagyobb szemcsék eredménye. A zöldet a 40 nm-nél nagyobb ezüst szemcsék által okozott fényszóródás kelti.
Peremét aranyozott ezüstlevelek díszítik, aranyozott ezüst talpát pedig szőlőlevelek. Ez az ötvösmunka foglalat az akantuszlevelekkel a kehelynél később készült.
A mítosz szerint Lükurgosz thrák király seregével megtámadta Dionüszoszt és az ő Ambrózia nevű menádját (bacchánsnőjét). Ambrózia a Földanyához fordult, aki szőlőtőkévé változtatta őt, ő pedig feltekeredett a királyra és foglyul ejtette.A kupa azt a pillanatot mutatja, amikor Lükurgoszt csapdába ejtik a szőlő indái. Látható rajta maga Dionüszosz is két követőjével, akik kigúnyolják a csapdába esett királyt.
Kutatók úgy vélik, hogy Dionüszosznak Lükurgosz feletti győzelmét azért választotta az üvegműves témájául, hogy egy politikai eseményre, Nagy Konstantin Licinius császár felett aratott 324-es győzelmére utaljon vele.
A serleg együttesen alkalmazza a hálóüvegen az alámetszést és a relieftechnikát.